# 大克鲁县
大克鲁县（英語：Grand Kru County）是利比里亚15县之一，首府巴克利维尔 (英文:Barclayville).